# Орлова, Анна Ивановна
Графиня А́нна Ива́новна Орло́ва (урождённая Салтыко́ва; 1 августа 1779, Санкт-Петербург  — 17 декабря 1824, Париж) — фрейлина Екатерины II, жена последнего графа Орлова, наследница подмосковной усадьбы Марфино.

## Биография
Третья дочь фельдмаршала Ивана Петровича Салтыкова и его жены Дарьи Петровны (урождённой Чернышёвой). Родилась в Петербурге, крещена 3 августа в Исаакиевском соборе, крестница бабушки по матери Е. А. Чернышёвой. Воспитывалась матерью, получила хорошее образование: знала иностранные языки, литературу, имела репутацию очень образованной женщины. Была фрейлиной Екатерины II.
С соизволением императора Павла I 20 ноября 1799 года в Москве Анна Ивановна была помолвлена с «отставным камергером» графом Григорием Владимировичем Орловым. Орловы пользовались большой нелюбовью у императора, и графине Д. П. Салтыковой, к которой Павел был расположен, пришлось даже ездить в Санкт-Петербург, чтобы получить дозволение. Свадьба состоялась 16 февраля 1800 года.
«Графинею Анной Ивановной мы все чрезвычайно довольны; ласкова и внимательна, любит нас и мы её любим; начало очень благое, слава Богу» — так писал граф В. Орлов графу Панину после свадьбы. Однако слабое здоровье графини, как её звали в домашнем кругу «Нини» потребовало перемены климата и лечения заграницей. Григорий Орлов оставил службу и уехал с женой в Европу.
По воспоминаниям Арндт графиня Орлова была «прелестная женщина, полная ума и в то же время самой милой простоты и наивности. Голубые глаза её, глаза настоящей Туснельды, испускали губительные лучи; она умела „флиртировать“ самым очаровательным образом». В 1812 году в Петербурге за графиней очень ухаживал Штейн, нашедший у неё, при её горячем патриотизме и ненависти к Наполеону, самый тёплый приём.
В 1815 году супруги Орловы поселились в Париже, где вошли в тесный контакт с местной культурной жизнью. В салоне Анны Ивановны собирались многие писатели и учёные, привлекаемые литературными занятиями графа Григория. Она и сама принимала участие в его трудах, как, например, в предпринятом им, при содействии 86 французских и итальянских писателей, переводе на французский язык басен Крылова. «В доме Орловых», писал Плетнёв, «открылся как бы турнир поэзии. Участникам хотелось не только понять смысл басни, но, так сказать, к сердцу приложить каждый её стих, каждое слово. Гостеприимные хозяева работали для них неусыпно».
Чета Орловых безуспешно объехала Германию, Швейцарию, Англию и Италию в поисках облегчений от мучившей графиню болезни сердца, от которой она и скончалась в 1824 году в Париже. Один из их французских гостей, Лемонте, посвятил после смерти графини заметку, в которой превозносил «её ангельские черты, кроткую религиозность, её широкую благотворительность и обширные познания»… Он также писал: «В Россию вернётся прах этой женщины, которая была украшением своего пола и своего отечества и заставляла любить Провидение, коего являлась на земле совершеннейшим созданием и лучшим служителем». Итальянский поэт Лампреди посвятил памяти графини оду, в которой описывал её долгие страдания:
Sul labro suo gentile

In puro e colto stile

Sonor parea piu bella

L’Italica favella
Её тело было перевезено в Россию и похоронено в семейном склепе Орловых в Отраде.